# Karolina Světlá
Karolina Světlá (med egentliga namnet Johanna Rottová), född 24 februari 1830 i Prag, död 7 september 1899 i Prag, Österrikisk-ungerska riket, var författare och anses hos vissa vara den som införde romaner i den tjeckiska skrivartraditionen. 
Světlá växte upp tillsammans med sin syster och uppfostrades på ett gediget och traditionellt vis. Hon fick hembesök av en lärare som såg till att Světlá fick en riktig utbildning. Senare kom det med känslor i bilden och han blev hennes man. Förutom tyska och tjeckiska bemästrade hon också franska.  
Bekantskapen med både Jan Neruda, en känd tjeckisk författare och Božena Němcová, en annan av Tjeckiens stora kvinnliga författare, hade stor inverkan på hennes verk och liv. Hennes enda barn, en dotter, dog strax efter födseln. Denna tragiska erfarenhet delade hon med Božena, vars son också olyckligt gått bort. Relationen med Jan Neruda blev mer och mer kärleksfull, men till slut sade hon upp bekantskapen och fortsatte leva tillsammans med sin man. Om något är typiskt för Světlás verk är det just att huvudpersonerna väljer plikten före kärleken, vilket hon själv också valde.  
Světlás tragiska erfarenheter formade hennes texter. Från 1878 gjorde en ögonsjukdom att hon endast kunde skriva med hjälp av en sekreterare som antecknade det hon berättade. Erfarenheterna var förmodligen också en av anledningarna till att hon var aktiv i olika föreningar i syfte att hjälpa fattiga och utsatta kvinnor. Hon var inte bara aktiv i dessa utan grundade också en i vilken hon själv under några år var ordförande.